# マッテオ・ロッセッリ
マッテオ・ロッセッリ（Matteo Rosselli、1578年8月10日 - 1650年1月18日）は、イタリアの画家である。フィレンツェで働き、主に宗教画を描いた。

## 略歴
フィレンツェで生まれた。はじめグレゴリオ・パガーニ(Gregorio Pagani: 1559-1605) の弟子になり、コジモ1世によってフィレンツェに作られたアカデミア・デル・ディセーニョ（Accademia del Disegno）の会員に1599年になった。1605年にはローマに移り、ドメニコ・パシニャーノ(Domenico Passignano: 1559–1638)と6ヶ月間働いた。
1610年代からフィレンツェのピッティ宮殿の壁画を描き、サンティッシマ・アンヌンツィアータ教会のための祭壇画などを描いた。その後も多くの教会のために宗教画を描いた。
フランス王アンリ4世(1553-1610) が亡くなった後、アンリ4世の事績を描いた絵画の注文も受けた。有名な彫刻家、画家のミケランジェロ・ブオナローティの甥の息子で宮廷詩人、劇作家となったミケランジェロ・ブオナローティ・イル・ジョーヴァネから依頼を受けて、フィレンツェのブオナローティ邸(Casa Buonarroti)の展示室にミケランジェロを讃える装飾画を描いた画家の一人でもあった。美術品収集家として知られる枢機卿レオポルド・デ・メディチからの注文で、別邸、カジノ・ディ・サン・マルコ(Casino di San Marco)の装飾画も描いた。
弟子にはロレンツォ・リッピ(1606-1665)やバルダッサーレ・フランチェスキーニ(1611-1689)、ジョバンニ・ダ・サン・ジョバンニ(1592-1636)、ヤコポ・ヴィニャーリ(1592-1664)らがいる。フランチェスコ・フリーニ(c.1600-1646)もロッセッリの工房で働いた。
17世紀にフィレンツェの芸術家の伝記集を出版したフィリッポ・バルディヌッチによれば、ロッセッリは生涯結婚せず、工房を継がせようとした甥たちも若くして亡くなったとされる。

## 作品

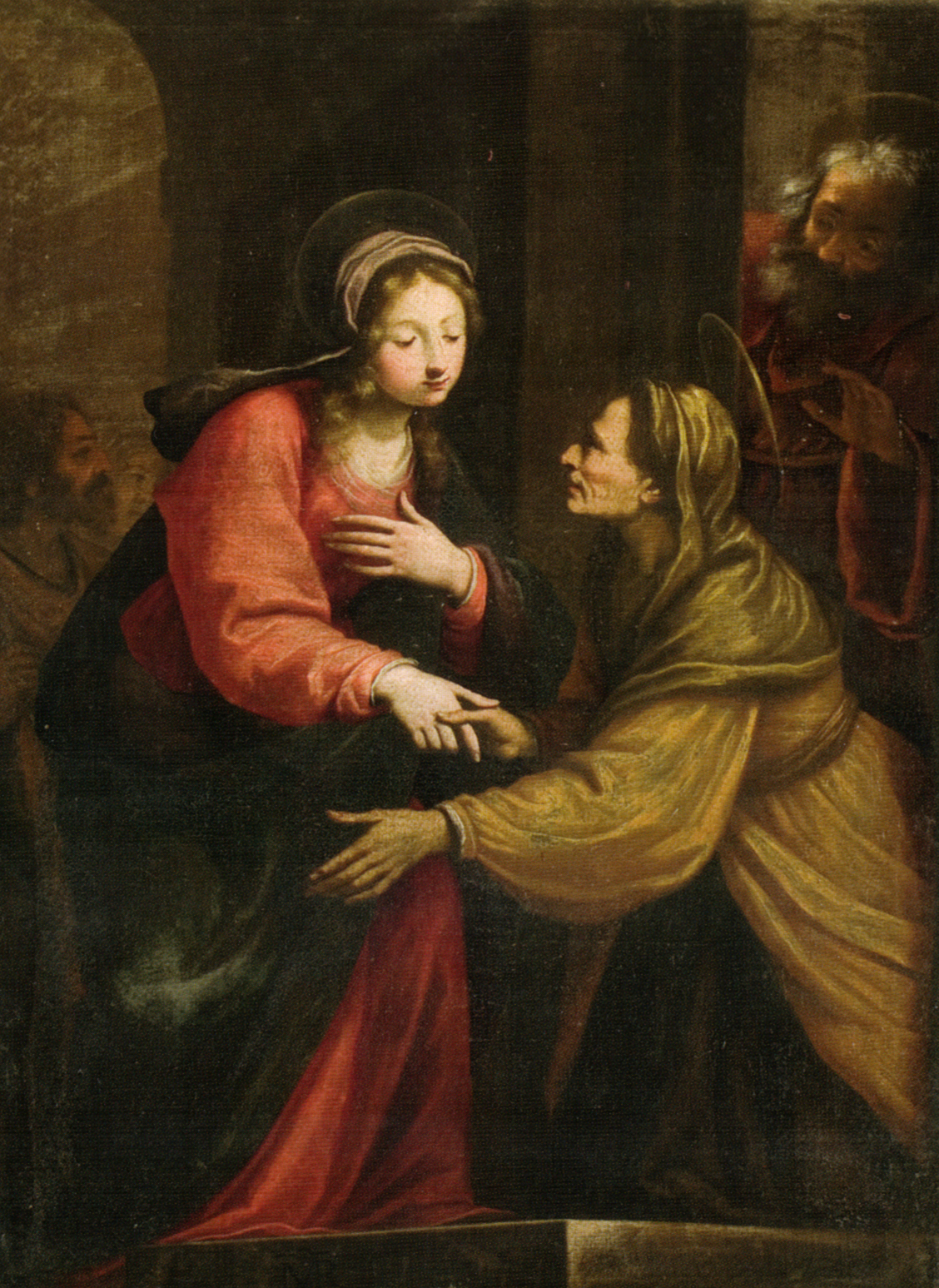
聖母のエリザベト訪問 サン・ガエターノ教会
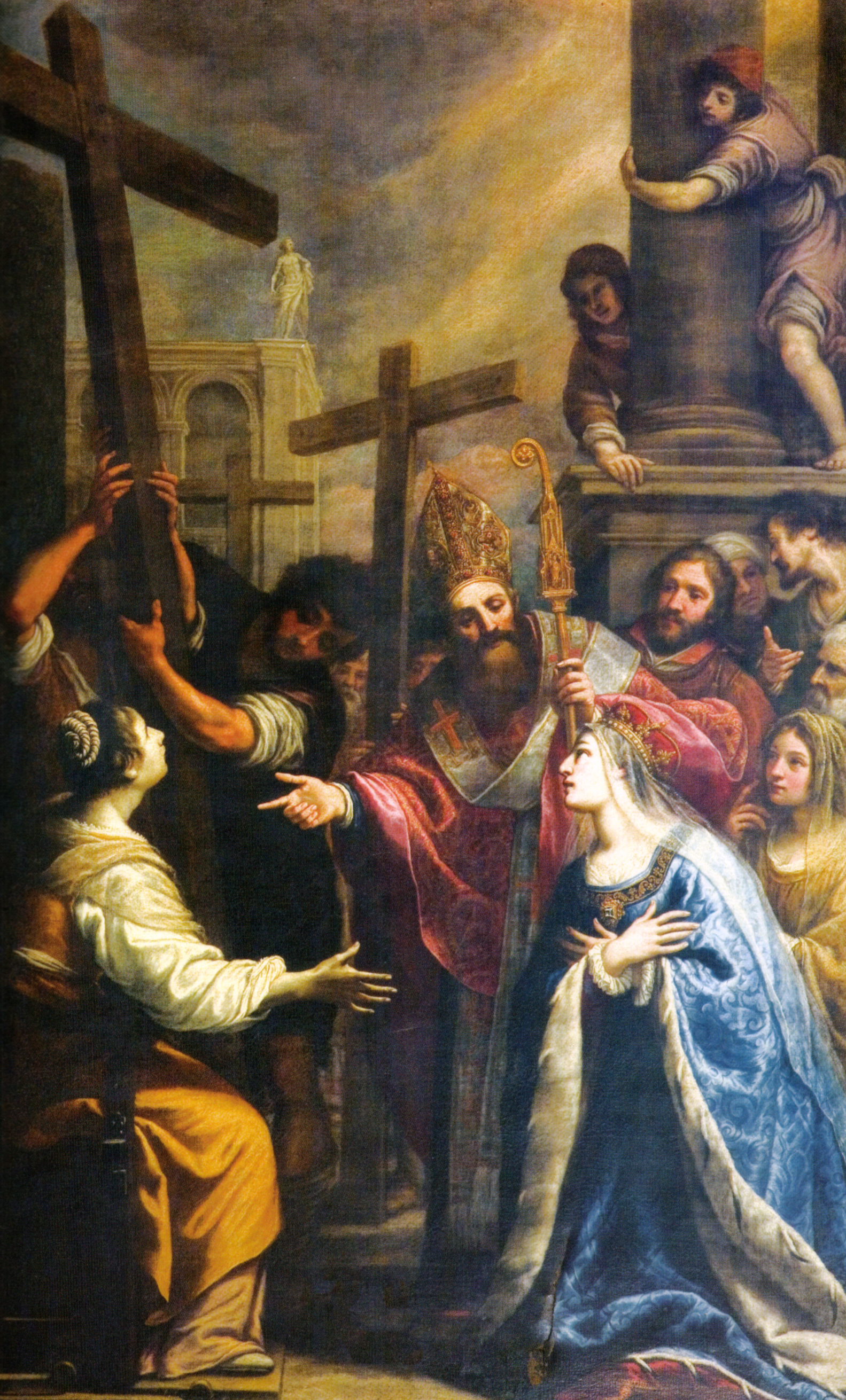
聖十字架の発見 サン・ガエターノ教会
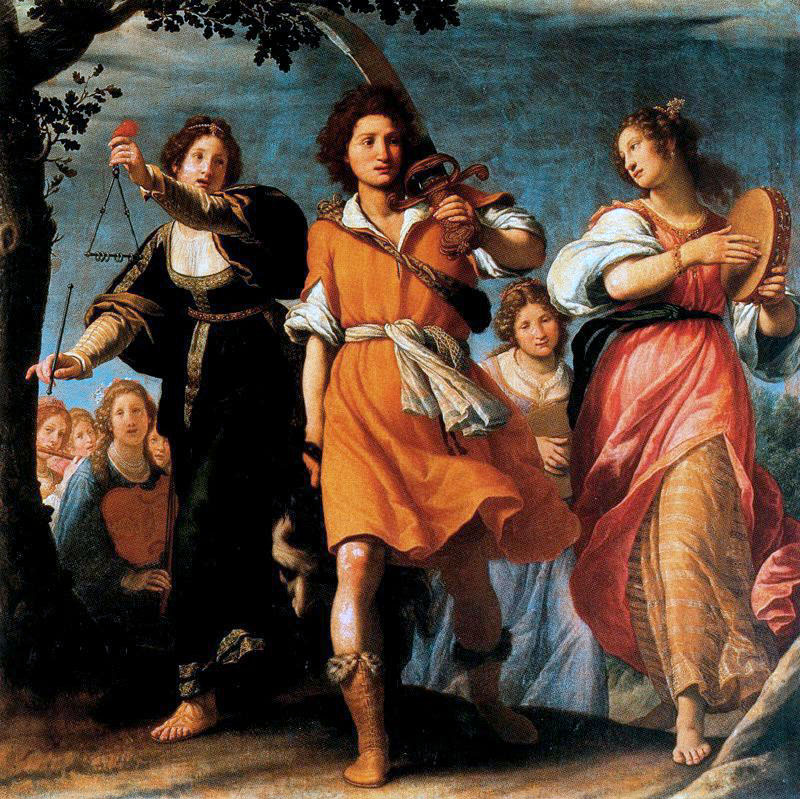
ダビデの凱旋 (1620) ピッティ宮殿
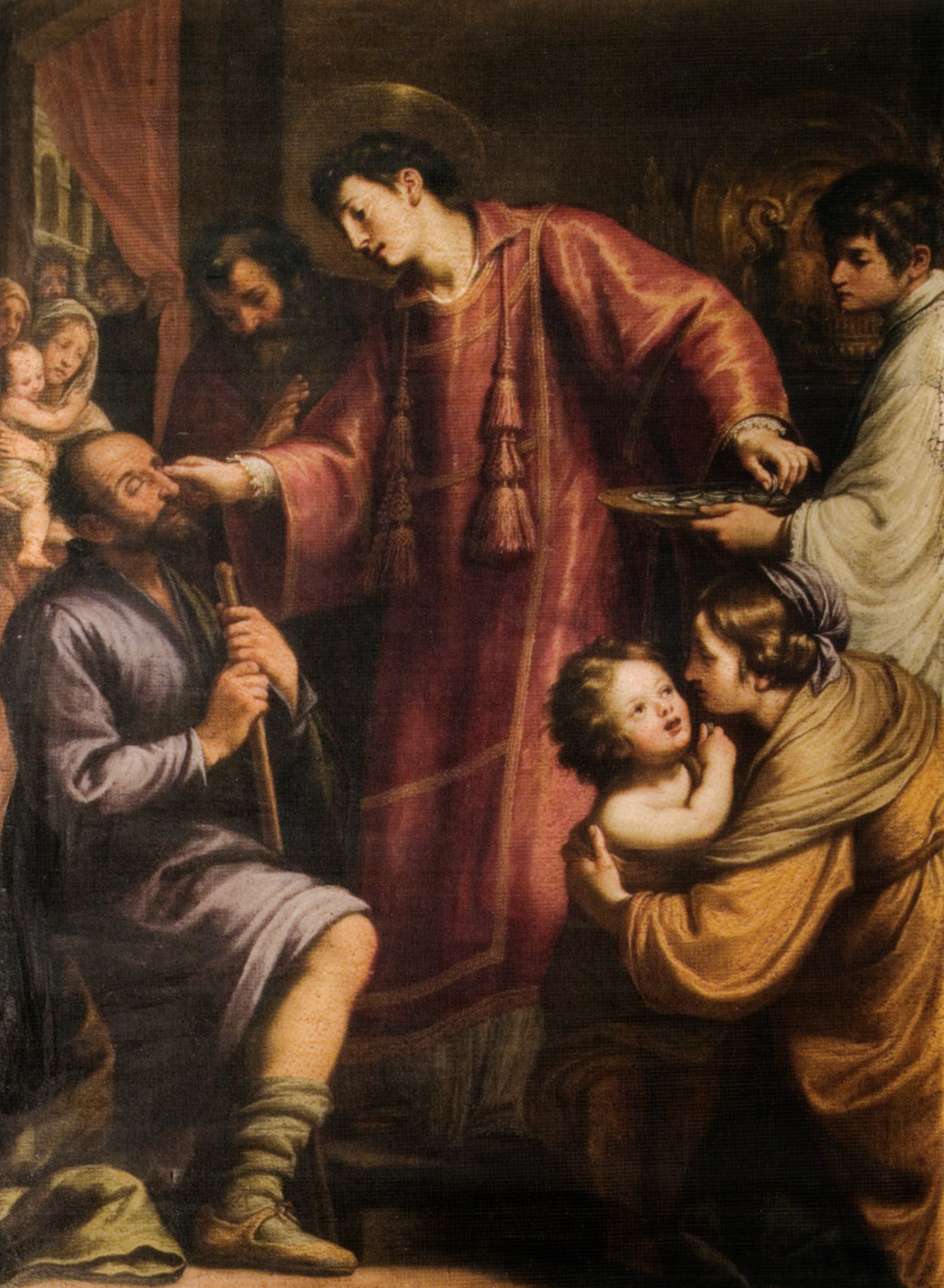
貧者に施しをする聖ロレンツォ サン・ガエターノ教会
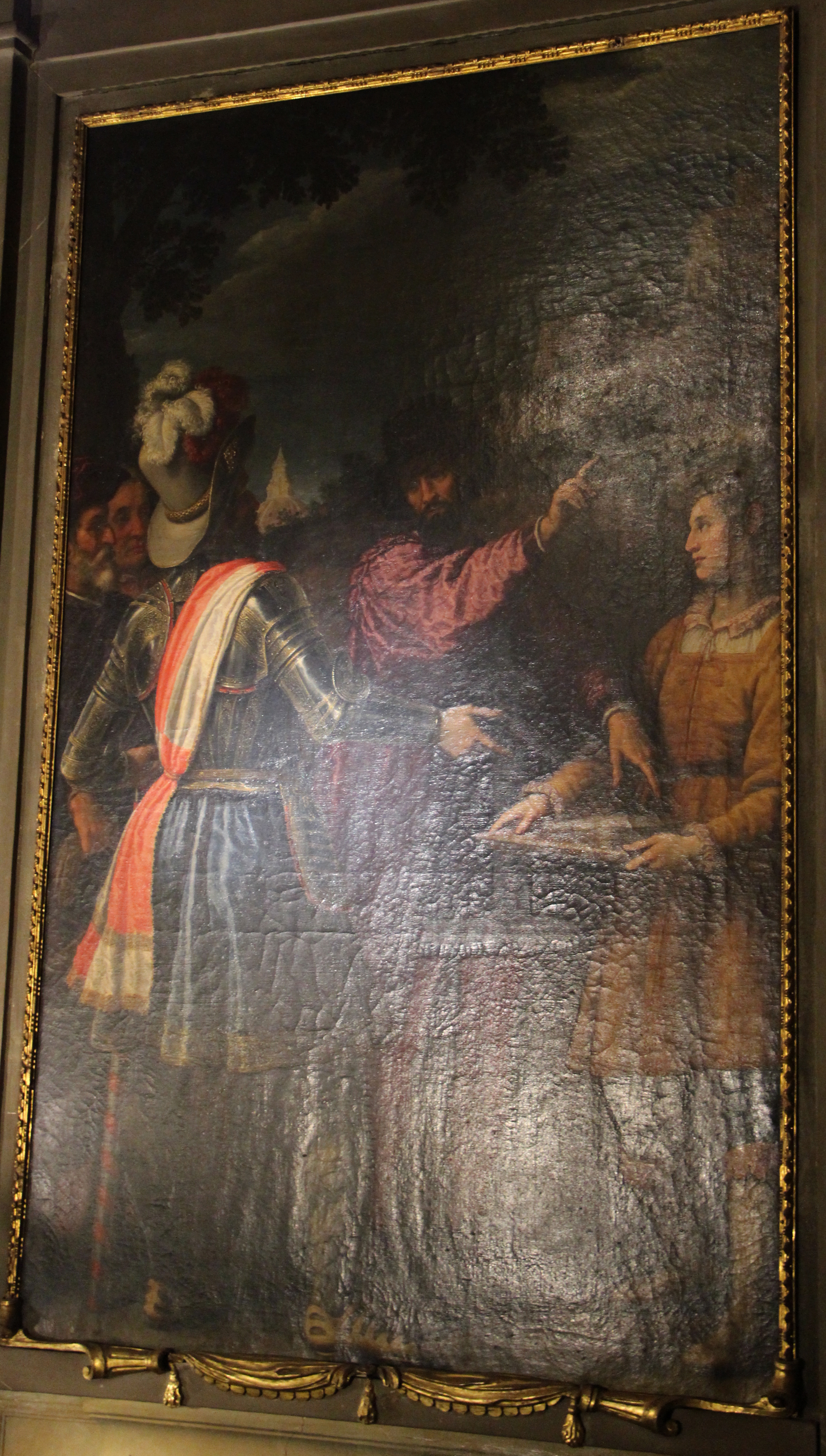
サン・ミニアート要塞建設を指揮するミケランジェロ ブオナローティ邸